# Данијела Димитровска
Данијела Димитровска (Пожаревац, 22. април 1987) српска је манекенка и телевизијска водитељка. Каријеру је започела победом на такмичењу Избор за Елитово лице у Србији 2004.

## Биографија
Рођена је 22. априла 1987. у Пожаревцу. Своју професионалну каријеру као модел је започела 2004. године, са шеснаест година, победом на такмичењу Избор за Елитово лице у Србији. Од тада је била гласноговорник различитих марки, као што су Vera Wang, Anne Fontaine, Benetton, BCBG Max Azria, Christian Lacroix, French Connection, Leonard, Marella, Miu Miu, Betty Jackson, YSL и Louis Vuitton. Неке од њених кампања укључују и Emporio Armani, када је позирала са Ђорђо Арманијем и другим моделима за италијанско издање Marie Claire, телевизијску рекламу за YSL са француским глумцем Венсаном Каселом. У новембру 2009. је изабрана за једног од промотивних модела Викторија'с сикрет. Своју прву фото сесију је имала у априлу 2010.
Године 2011. је основала своју агенцију за моделовање, Models Inc, заједно са колегиницом Маријом Вујовић и агентом Мирјаном Удовичић. Од 2012. године организује такмичења Избор за Елитово лице у Србији и Црној Гори.
Удала се 26. маја 2012. за српског музичара, телевизијског водитеља и глумца Огњена Амиџића. Њихов син Матија је рођен 29. новембра 2013. Развели су се 2022. године. Блиска пријатељица јој је бразилска манекенка Жизел Биндшен.
Септембра 2023. године постаје телевизијска водитељка на Блиц ТВ где је са Љубомиром Булајићем била водитељка емисије Јутро на Блиц, а после годину дана њих двоје постају водитељи емисије Блиц дан. Неколико месеци у 2024. години је водила емисију Јутро на Блиц петком са Немањом Видићем, а потом је он наставио да води емисију сам. Крајем јануара 2025. године обоје напуштају Блиц ТВ и враћају се примарним професијама.